# مونته مارمگنا
مونته مارمگنا (به ایتالیایی: Monte Marmagna) یک کوه در ایتالیا است که در امیلیا-رومانیا واقع شده‌است. مونته مارمگنا ۱٬۸۵۲ متر بالاتر از سطح دریا واقع شده‌است.